# Цотилска гимназия
Цотилската гимназия (на гръцки: Γυμνάσιο Τσοτυλίου, Τσοτύλειος Σχολή) е гръцко училище в село Цотили, Западна Македония, Гърция. То е сред най-важните гръцки образователни заведения в Югозападна Македония през XIX и началото на XX век.
Гимназията е основана в 1871 година от Македонското константинополско образователно братство, под егидата на Цариградската патриаршия и на митрополит Йоаникий Никейски. В 1873 година към нея е разкрит и пансион. Финансово е подкрепена от митрополит Василий Анхиалски от костурското село Загоричани. През септември 1874 година с усилията на Стефан Нукас, първият главен учител, гимназията се мести в специална нова сграда, а през 1890 г. става пълна гимназия.
През 1928 е построена отделна сграда като разширение на старото училище-интернат, а в 1958 година - нов интернат (днес Студентски център), който от 1987 година насам се поддържа от Националната фондация за младежта.